# Надворнянский район
Надво́рнянский райо́н (укр. Надвірнянський район) — административная единица Ивано-Франковской области Украины. Административный центр — город Надворная.

## География
Район находится в юго-западной части Ивано-Франковской области и является составной частью Бориславско-Покутской зоны Предкарпатского прогиба. Северная часть района расположена в пределах Прикарпатья. Южная часть расположена в пределах Украинских Карпат (хребтов Горган и Покутско-Буковинских Карпат). На юго-востоке Надворнянский район граничит с Верховинским. Восточными соседями являются Косовский и Коломыйский районы, северным — Ивано-Франковский район.
Площадь территории района в старых границах до 2020 года составляет 1,3 тыс. км² (посёлки городского типа: Битков, Делятин, Ланчин и 43 сельских населённых пункта).

## История
Район был образован в УССР в 1940 году.
17 июля 2020 года в результате административно-территориальной реформы район был укрупнён, в его состав вошли территории:
- Надворнянского района (кроме Камменецкого, Саджавского и Тысменичанского сельских советов),
- а также города областного значения Яремче.

## Население
Численность населения района в укрупнённых границах — 130,6 тыс. человек.
Численность населения района в границах до 17 июля 2020 года по состоянию на 1 января 2020 года составляет 114 625 человек, из них городского населения — 43 107 человек, сельского — 71 518 человек.

## Административное устройство
Район в укрупнённых границах с 17 июля 2020 года делится на 8 территориальных общин (громад), в том числе 2 городские, 3 поселковые и 3 сельские общины (в скобках — их административные центры):
- Городские:
  - Надворнянская городская община (город Надворная),
  - Яремчанская городская община (город Яремче);
- Поселковые:
  - Ворохтянская поселковая община (посёлок Ворохта),
  - Делятинская поселковая община (посёлок Делятин),
  - Ланчинская поселковая община (посёлок Ланчин);
- Сельские:
  - Пасечнянская сельская община (село Пасечная),
  - Перерослянская сельская община (село Переросль),
  - Поляницкая сельская община (село Поляница).

## Природа

### Климат
Надворнянский район расположен в Карпатском агроклиматическом районе вертикальной зональности. Разнообразие климатических условий территории района определяется рельефом, лесными массивами и зонально-провинциальным расположением, которое зависит от высоты над уровнем моря. Климат является переходным от западноевропейского к более континентальному восточноевропейскому.
Обычная температура января от −4,30 до −7,60 С. Период с температурой воздуха свыше 10° составляет 83-160 дней. Осадки составляют 879 мм в год. Больше всего их выпадает в июне-июле. Средняя высота снежного покрова 24 см.

### Минерально-сырьевые ресурсы
В районе есть значительные залежи полезных ископаемых: нефти и газа, калийных и поваренных солей, строительного камня и другого сырья для производства строительных материалов. Самым весомым в структуре полезных ископаемых являются нефтегазовые месторождения, из которых в среднем в год добывается более 160 тыс.тонн нефти и 200 млн.м³ газа. В последний период определённые перспективы выявления промышленных залежей нефти на Любижнянскому и Микуличинском месторождениях.
Надворнянский район имеет значительные запасы сырья для производства строительных материалов. Это касается Надворнянского, Гавриловского, Добротовского, Леснотарновицкого глиняных месторождений, которые являются сырьём для строительной и грубой керамики, Пасичнянского месторождения строительного камня, Ланчинского, Назавизовского и Леснотарновицкого месторождений песчано-гравийных материалов.
Выявлены более 10 источников соляных и минеральных вод. С учётом отличных природно-рекреационных условий района должны дать новый толчок в развитие оздоровительно-туристических учреждений.

### Лесные ресурсы
Надворнянский район имеет значительные запасы лесных ресурсов. Здесь осуществляют хозяйственную деятельность два государственных лесохозяйственных предприятия: Надворнянский и Делятинский гослесхозы, Надворнянский специализированный агролесхоз и Государственный природный заповедник «Горганы». Общая площадь лесных массивов составляет 82,6 тыс.га, что составляет 63,8 процента территории района.
Леса размещены преимущественно в горных Карпатах на отвесных крутых склонах и играют преимущественно защитную роль. Водораздельный хребет Горган включает в себя несколько параллельных хребтов. Леса первой группы, то есть те, которые выполняют защитную функцию, составляют 46,9 процентов леса первой группы, имеющие лесопромышленное значение, составляет 45,7 процентов. Раскинулись они на высотах от 400 до 1760 метров над уровнем моря. Территории лесхозов размещены в бассейне реки Прут, который берёт начало с Черногоры и впадает в реку Дунай и река Быстрица, которая впадает в реку Днестр.
Основными породами являются: ель, пихта, сосна, бук, дуб, встречается сосна кедровая, берёза, явор, граб, ясень. По породной структуре лесов хвойные насаждения занимают 74,7 процентов, твердолиственные — 20,6 процента, мягколиственные — 2,7 процента, остальные — кустарники — 2 процента. Общий запас древостоев 18,5 млн кубометров. Средний запас древесины на одном га покрытых лесной растительностью земель составляет 273 кубометров, в том числе в зрелых и перезрелых лесах 364 кубометра. В буковых пролесках отдельные участки имеют запас 700 кубометров.
Средний прирост насаждений в год составляет 4,6 кубометров с 1 га, а размер пользований на 1 га лесных земель составляет 1,1 кубометра ликвидной древесины.

### Памятники природы
- Ботанический заказник «Кливский»
- Естественные леса пихты белой старше 100 лет в предгорьях Карпат.
- Ботанический заказник «Тавпиширковский»
- Высокогорные еловые леса с примесью сосны горной и на верхней границе леса — сосны кедровой европейской.
- Лесной заказник «Бредулецкий». Один из крупнейших в Украинских Карпатах массивов реликтового вида — сосны горной на высоте 900—950 м над уровнем моря.
- Комплексная достопримечательность природы общегосударственного значения «Верхнее Озерище». Горная котловина с высокогорными карпатскими пралесами и субальпийскими лугами, еловые леса с примесью бука и сосны горной.
- Дендропарк «Высокогорный», возле с. Быстрица
- Минеральный источник, урочище Рафайловец Быстрицкого лесничества (сероводородная вода)

## Деревянные церкви
- Рождества Пресвятой Богородицы (1785) — Делятин
- Непорочного Зачатия Пресвятой Девы Марии (1746) — с. Белые Ославы
- Успения Пресвятой Богородицы (1739) — с. Гвозд
- Святого Иоанна Крестителя (1820) — с. Назавизов
- Святого Дмитрия (1835) — с. Белые Ославы
- Святого Георгия Победоносца (1924) — с. Быстрица
- Покрова Пресвятой Богородицы (1943) — с. Заречье
- Святого Николая (1840) — с. Стримба
- Святого Дмитрия (1796) — с. Зелёная
- Святых Космы и Демьяна (1800) — с. Лесная Тарновица
- Святого Николая (1819) — с. Гвозд
- Святого Архистратига Михаила (1819) — с. Цуцилов
- Святого Николая (1803) — с. Переросль
- Святого Димитрія (1835) — с. Лоевая
- Святого Василия Великого (1863) — с. Чёрные Ославы
- Святой Параскевы Пятницы (1928) — с. Фитьков
- Воздвижения Честного Креста (1835) — г. Надворная
- Собора Пресвятой Богородицы (1895) — с. Добротов
- Святого Архистратига Михаила (1803) — с. Чёрный Поток
- Покрова Пресвятой Богородицы (1854) — с. Волосов
- Святого Архистратига Михаила (1862) — с. Гавриловка
- Святого Николая Чудотворца (1876) — с. Глинки
- Святого Николая Чудотворца (1906) — с. Верхний Майдан
- Чуда Святого Архистратига Михаила (1922—1925) — Ланчин